# Taekwondo en Chile

## Historia
El Taekwondo  comenzó a impartirse en Chile en 1976. Los maestros coreanos que lo introdujeron fueron Chung Yong Taek, 'kim lolaso', Chun Young Kun, Kim Soo y Oh Myung Kun. El ejército Chileno tuvo una participación relevante en la llegada del Taekwondo a Chile. En los años 80's se destacaron los primeros Instructores Chilenos de Taekwondo WTF, entre ellos los actuales Maestros Alejandro Soto Rossi, Juan Hidalgo Jara, Humberto Norambuena (alumno directo del Gran Maestro Chang Hak Kim hasta hoy), Rodrigo Sánchez, Fernando Muñoz, Aldo Gatica (alumno directo de Chun Young Kun hasta hoy), Esteban Vitagliano y Mario Sainz. En el ámbito civil, en 1976 llega desde Bolivia el maestro Oh Myung Kun, quien abre dos ramas en chile (Viña Kwan y Santiago Kwan), luego el Maestro Young Soo Kim comienza a impartir clases para público civil en 1977. Con el paso del tiempo fundó la Unión de Escuelas Kim´s, la que hasta el día de hoy permanece a cargo del Maestro 7° Dan Juan Hidalgo Jara.
En 1983, el Maestro Mario Sainz Díaz, discípulo del Maestro Kim Young Soo, funda la primera escuela en la VI Región llamada Escuela Profesional de TaeKwonDo. En 1992 es representada como organización jurídica, y en el año 2009 escogida como única representante del TaeKwonDo JUNG DO KWAN en Chile. Actualmente, Korea TaeKwonDo Jung Do Kwan - Mission in Chile.
En 1986 se fundó la escuela Chung Do Kwan, de la línea del Maestro Han Chang Kim, dirigida por el Maestro Patricio García Pimentel.

## El Taekwondo en las Fuerzas Armadas
En el año 1978 el Ejército de Chile creó la Especialidad de Combate Especial y trajo maestros Coreanos como Chung Yong Taek, 6° dan de Taekwondo quien realiza en la Escuela de Infantería, para el año 1979, el primer curso de cinturones negros que duró un año, en el cual los reclutas fueron sometidos a un especial y fuerte entrenamiento de Taekwondo para la aplicación militar, permitiendo masificar el Taekwondo en las fuerzas armadas. A esa primera promoción de combatientes especiales pertenece el Maestro Alejandro Soto Rossi, quien además es un experto en Hapkido y otras artes marciales coreanas. Durante los años 1995 y 1996 se organizan los primeros campeonatos institucionales de Taekwondo y participan las diferentes ramas de las Fuerzas Armadas organizados por la Escuela de Paracaidistas y Fuerzas Especiales.
En el mismo año (1995) dos instructores del curso de Combate Especial, el Teniente Sergio Bravo Fuentes y el Sargento 1º Humberto Escobar Anabalón, pertenecientes a la Escuela de Paracaidistas y Fuerzas Especiales, fueron invitados al "Curso de Perfeccionamiento de Combate Especial" que se realizó en el Cuerpo de Atletismo de las Fuerzas Armadas en Seúl, Corea. Transformándose en los únicos Instructores militares de Combate Taekwondo en Chile y Cinturones Negros obtenidos en la Kukkiwon (entidad Mundial del Taekwondo).

## Historia deportiva
La Federación Chilena de Taekwondo fue creada en el año 1987 y su primer presidente fue el señor Luis Galindo. En el año 1988 la Federación Chilena de Taekwondo ganó el Champion Interestilos de artes marciales, evento en el que participaron más de mil seguidores de las artes marciales.
Hoy en día el Taekwondo en Chile es un Deporte Federado, afiliado al Comité Olímpico de Chile (C.O.CH.). Ha participado en eventos fundamentales como son los Juegos ODESUR, donde el Taekwondo Chileno suma a la fecha doce medallas de Oro, obtenidas por los deportistas Leopoldo Araneda, Fernando Remedy, Esteban Vitagliano y Renzo Zenteno en 1986; Diego Yánez y Humberto Norambuena en 1990; Álvaro Rivera Zepeda medalla de plata en juegos Odesur 1986, Anyelina Contreras, Sergio Cárdenas y Felipe Soto en 1994; Felipe Soto en 1998; y Yeny Contreras y Victoria Álvarez en 2010. Además, varias preseas de Plata y Bronce han sido aportadas por destacados deportistas chilenos. Hay que destacar que los deportistas taekwondistas chilenos que más cerca estuvieron de ser campeones mundiales fueron Humberto Norambuena y Renzo Zenteno obteniendo medalla de plata en sus respectivas categorías en Corea del Sur 1989.
En los Juegos Panamericanos los deportistas Diego Yánez en 1991, Sergio Cárdenas 1995, Yeny Contreras y Mario Guerra en 2011, aportaron medallas de Bronce a Chile, logros muy importantes en la edad de oro de este deporte y estos deportistas contribuyeron mucho a nivel sudamericano en el desarrollo de la disciplina
Cuatro representantes chilenos superaron las fases clasificatorias y representaron a Chile en los Juegos Olímpicos: Diego Yánez y Humberto Norambuena en Barcelona 1992 (siendo el Taekwondo deporte de exhibición), Felipe Soto en Sídney 2000 (como Deporte Oficial), y Yeny Contreras en Londres el año 2012. Paralelamente a los resultados en eventos fundamentales, los Taekwondistas Chilenos han conseguido un gran número de medallas para el país en Copas del Mundo, Campeonatos Sudamericanos, Panamericanos y Mundiales oficiales de la especialidad, igual que en eventos abiertos de preparación.
También en el taekwondo chileno hubo otros deportistas que tuvieron algunos resultados importantes a nivel nacional como internacional y que influyeron aportando al taekwondo nacional no sólo en resultados sino en su difusión y enseñanzas como: Paul Pérez, Rodrigo Buston, Luis Fredes, Pedro Osses, Juan Carlos Barrera, Pablo Peralta, Juan Carlos Pinochet, Juan Carlos Aguayo, Eric Valdivia, Oberdan Esparza, Juan Carlos Leslye, Alberto Jaramillo, Carlos Irribarra, entre otros.
Posteriormente, este organismo pasó a llamarse Federación Deportiva Nacional de Taekwondo. Entre sus logros se destacan, durante el año 2002, la edición del primer Libro de Arbitraje Oficial de la especialidad en español, consolidándose como líder en la capacitación y desarrollo del taekwondo a nivel sudamericano. Del mismo modo es destacable reconocer la trayectoria como Árbitro Internacional Mario Mandel, quien tras aprobar los distintos procesos de selección implementados por WTF, participó en los Juegos Olímpicos de Atenas 2004.
Hoy el Taekwondo Mundial (Taekwondo WTF o Taekwondo WT), es parte de los deportes de la Universidades tradicionales (Fenaude), Juegos Universitarios Navales de la V región, olimpiadas internas de la U. de Chile y, con muchas posibilidades de ser un deporte más en los juegos de la Universidades Privadas (Adupri) en corto plazo. Así también lo han expresado los dirigentes de la ODESUP, la nueva Organización de Deportes de la Educación Superior, que pretende unir en las mismas competencias a universidades públicas, privadas, institutos de educación superior y escuelas matrices de las Fuerzas Armadas y de Orden.